# Zgadnij kto
Zgadnij kto (ang. Guess Who) – amerykańska komedia romantyczna z 2005 roku, będący zmodyfikowanym remakiem filmu Zgadnij, kto przyjdzie na obiad z 1967 roku.

## Opis fabuły
Czarnoskóra Theresa przyprowadza do domu swojego narzeczonego, Simona Greena, by poznać go z rodzicami. Ku zaskoczeniu czarnoskórych rodziców okazuje się, że chłopak ma biały kolor skóry. Nie podoba się to rodzinie, która ma silne uprzedzenia rasistowskie, a zwłaszcza ojcu - Percy'emu Jonesowi.

## Główne role
- Bernie Mac - Percy Jones
- Ashton Kutcher - Simon Green
- Zoe Saldaña - Theresa Jones
- Judith Scott - Marilyn Jones
- Hal Williams - Howard Jones
- Kellee Stewart - Keisha Jones
- Lawrence Hilton-Jacobs - Joseph Jones
- Sherri Shepherd - Sydney
- Robert Curtis Brown - Dante
- Ronreaco Lee - Reggie
- Phil Reeves - Fred
- Nicole Sullivan - Liz Klein
- Jessica Cauffiel - Polly
- Niecy Nash - Naomi
- Kimberly Scott - Kimdra
- Richard Lawson - Marcus